# Rylkow-Stiftung
Die Rylkow-Stiftung (russisch Фонд содействия здоровья и социальной справедливости имени Андрея Рылькова, Andrei-Rylkow-Stiftung für Gesundheit und soziale Gerechtigkeit, englisch Andrey Rylkov Foundation) ist eine Nichtregierungsorganisation in Moskau.

## Tätigkeiten
- Unterstützung von Drogenabhängigen, auch juristische Begleitung
- Substitutionsprogramme
- Aufklärung über Gesundheitsprophylaxe bei Drogenabhängigen
- Politisches Engagement für die Rechte von Drogenabhängigen, auch bei internationalen Organisationen

## Geschichte
Die Stiftung wurde 2009 gegründet. Sie benannte sich nach Andrei Rylkow, einem Betroffenen, der sich sehr aktiv für ein würdevolles Leben von Drogenabhängigen eingesetzt hatte und der 2005 gestorben war.
Die Stiftung engagiert sich besonders für Substitutionsprogramme wie Methadon. Diese sind in Russland grundsätzlich verboten. Sie wirbt dafür auch in internationalen Organisationen. Im Jahr 2016 unterstützte sie drei Betroffene, die vor dem Europäischen Gerichtshof für Menschenrechte diese Möglichkeit in Russland einklagen.
Die Stiftung betreibt eine umfangreiche Tätigkeit zur Aufklärung und Vorbeugung von HIV-Infektion, aber auch Tuberkulose und Hepatitis C unter Drogenabhängigen. Sie verteilt täglich Kondome, sterile Spritzen, HIV-Tests und Aufklärungsmaterial vor allem in den Moskauer Vorstädten.
Am 29. Juni 2016 wurde sie beim Justizministerium als "Organisation in der Funktion eines ausländischen Agenten" registriert. Sie muss in allen Publikationen, auch in Aufklärungsbroschüren, dieses erwähnen.